# Čelična pluća
Čelična pluća su uređaj za neinvazivnu mehaničku ventilaciju disajnih puteva, koja se definiše kao ventilacija koja se ostvaruje stvaranjem pozitivnog pritiska u disajnim putevima, pri čemu se za obezbeđenje disajnog puta ne koristi endotrahealni tubus, laringealna maska ili endotrahealna kanila.
Na osnovu podataka koji pokazuju da je prevalenciju dečije paralize u SAD-u  20. veku, imala dve velike epidemije 1916. i 1952. godine, može se uočiti da je 1916. godine, pre široke upotrebe čeličnih pluća, stopa smrtnosti naglo rasla,  kada se stopa obolelih povećala. Međutim, nakon široke upotrebe čeličnih pluća od 1939. godine pa nadalje i tokom najvećeg javljanja dečije paralize u SAD-u 1950-ih, stopa smrtnosti više nije pokazivala snažnu korelaciju povećanja. To je zato što je pomoć pri disanju čeličnim plućima sprečila smrt mnogih pacijenata koji su patili od paralize disajnih mišića - i može se zaključiti da su čelična pluća u drugoj polovini 20. veka bila veliki korak napred u borbi čoveka protiv dečije paralize.

## Istorija
Prvi neinvazivni ventilator, koji je stvarao negativni pritisak oko tela bolesnika, i kojim je pružana potpora inspirijumu, konstruisao je škotski lekar John Dalziel 1838. godine.
Čelična pluća ili respirator izumeo je 1927. američki inženjer Filip Drinker. Potom je Drinker uz asistenciju kolege Louisa Agassiza Shawa sa Univerziteta Harvard 1929. godine napravio prvi uređaj za mehaničku ventilaciju pluća na principima negativnog pritiska. Te godine čelična pluća su počela i klinički da se koriste.
Čelična pluća, je potom 1931. godine modifikovao John Emerson, i tom modifikacijom učinio da je nekada jako skup Drinkerov uređaj postao upola jeftiniji. Radilo se o velikom metalnom cilindru koji je obuhvatao celog pacijenta izuzev glave i vrata. Uz pomoć pumpi unutar cilindra ritmički se menjao negativni pritisak i na taj način se vršila zamena vazduha unutra pluća pacijenta.
Programi vakcinacije protiv paralize praktično su iskorenili nove slučajeve poliomijelitisa u Sjedinjenim Američkim Državama, i značajno smanjili potrebu za upotrebom čeličnih pluća.
Sledio je razvoja modernih ventilatora, umesto klasičnih ćeličnih pluća, kao i široke primene trahealne intubacije i traheotomije, pa su danas gvozdena pluća uglavnom nestala iz moderne medicine.
Godine 1959. u Sjedinjenim Američkim Državama bilo je 1.200 pacijenata koji su koristili mehaničku ventilaciju u čeličnim plućima, da bi ih do 2004. godina taj broj pao na samo 39.  Do 2014. godine ostalo je samo 10 pacijenata na mehaničkoj ventilaciji sa čeličnim plućima.

## Fiziologija disanja i mehanizam delovanja uređaja
Kao i mnogi drugi živi organizmi, i ljudi dišu zahvaljujući vakuumu koji se stvara u grudima. Tokom udisanja dolazi do kontrakcije glavnog respiratornog mišića, dijafragma, što uzrokuje promenu zapremine grudne šupljine. Pored toga, grudi mogu promeniti svoju zapreminu tokom inspirijuma rastezanjem pomoćnih disajnih mišića. Time se povećava volumen prsnog koša, a samim tim smanjuje (u odnosu na okolinu) pritisak u njemu, što dovodi do strujanja zraka u pluća - akt udisanja. Izdisaj se obično izvodi pasivno kada se dijafragma opušta a jača elastičnost grudnog koša što dovodi do smanjenja volumena i izbacivanja vazduha u spoljašnju sredinu. Oštećenje ili slabost respiratornih mišića, kao i poremećaji u nervnoj kontroli disanja, dovode do poremećaja procesa disanja što rezultuje dispnejom ili respiratornom insuficijencijom, koja u težim slučajevima dovodi do smrti.
Da bi se pomoglo pacijentima koji pate od paralize respiratorne muskulature, uvedena je upotreba čeličnih pluća (ventilatora koji obezbeđuje neinvazivnu ventilaciju) u njihovu terapiju, koja je za neke od njih bila i doživotna metoda lečenja ali i uslov za preživljavanje.
Osoba koja koristi čelična pluća nalazi se unutar velikog metalnog cilindra (od čelika ili drugih materijala), sa vratima za ulazak pacijenta i otvorom za glavu i vrat. Oko glave i vrata se nalaze elastična zaptivka koje sprečava da vazduh nekontrolisano ulazi u cilindar. Na taj način je u cilindru stvoren hernmmetički prostor u kojem se pritisak vazduha može menjati, u skladu sa ritmom disanja pacijenta. Kada specijalna pumpa smanji pritisak unutar cilindra, pacijentove grudi se šire i udišu. Kada se pritisak poveća, pacijent izdiše vazduh. Na taj način se „mehanički oponaša” fiziološki mehanizam izmene gasa u plućima: periodičnim promenama pritiska unutar grudnog koša, što uzrokuju izlazak vazduha iz pluća.

## Opšte informacije
U poslednje tri decenije povećano je interesovanje za upotrebu neinvazivnu mehaničku ventilaciju pluća u lečenju respiratorne insuficijencije različite etiologije. Brojne studije ukazuju na prednosti primene neinvazivnu mehaničku ventilaciju pluća odnosu na konvencionalnu mehaničku ventilaciju pluća.
Primenom neinvazivnu mehaničku ventilaciju pluća smanjuje se broj komplikacija vezanih za obezbeđenje disajnog puta, smanjena je učestalost pneumonija izazvanih ventilatorom, nozokomijalnih infekcija ali i neželjenih efekata upotrebe sedativa u jedinici intenzivne terapije (JIT).
Bolesnici kod kojih je korišćena neinvazivnu mehaničku ventilaciju pluća kraće su boravili u JIT, imali su manji broj bolničkih dana i manju stopu mortaliteta.
Intermitentna primena neinvazivnu mehaničku ventilaciju pluća omogućava bolesnicima peroralno uzimanje hrane i tečnosti, peroralnu medikamentoznu terapiju i kontakt sa svojom okolinom što sve zajedno deluje na komfor bolesnika.
Neinvazivnu mehaničku ventilaciju pluća se može koristiti u jedinici intenzivne terapije, jedinici poluintenzivne nege, bolničkim odeljenjima, bolničkom prijemnom odeljenju ali i u kućnim uslovima.
Neinvazivnu mehaničku ventilaciju pluća je „neinvazivna“ tehnika ventilacije samo kada je reč o uspostavljanju disajnog puta. Za postizanje terapijskog uspeha neinvazivnu mehaničku ventilaciju pluća i smanjenje učestalosti komplikacija potrebno je: poznavanje kliničkih indikacija i kontraindikacija, adekvatan izbor moda ventilacije, izbor odgovarajuće opreme za isporučivanje ventilacije (interface), adekvatan monitoring i blagovremeno je započeti.

## Indikacije
Indikacije za primenu neinvazivnu mehaničku ventilaciju pluća su kod bolesnika sa akutnom i hroničnom respiratornom insuficijencijom:
- umerena i teška dispnea,
- tahipnea,
- paradoksalno abdominalno disanje,
- parcijalni pritisak kiseonika (PaO2) < 60 mmHg,
- parcijalni pritisak ugljendioksida (PaCO2) > 45 mmHg,
- pH < 7,35,
- PaO2 /FiO2 < 200.[16]

Neinvazivnu mehaničku ventilaciju pluća se može primeniti i kod:
- respiratorne insuficijencije izazvane akutnom egzacerbacijom hronične opstruktivne bolesti pluća,
- neuromišićnih bolesti,
- akutnog kardiogenog edema pluća,
- imunokompromitovanih bolesnika,
- postoperativne respiratorne insuficijencije,
- nakon ekstubacije bolesnika, bolesnika sa difuznom pneumonijom koji su hipoksični i pored primene svih ostalih terapijskih mera.[17][18]

Kod bolesnika sa akutnim kardiogenim edemom pluća i sledstvenom respiratornom insuficijencijom može se primenjivati samo u odsustvu akutnog kardiogenog šoka.
Primenom neinvazivnu mehaničku ventilaciju pluća akutnom kardiogenom edemu pluća dolazi do povećanja funkcionalnog rezidualnog kapaciteta pluća čime se otvaraju kolabirane alveole i poboljšava oksigenacija, povećava se plućna komplijansa i smanjuje disajni rad.
Takođe, neinvazivnu mehaničku ventilaciju pluća i CPAP smanjuju preload i afterload. CPAP-om i smanjuje transmuralni pritisak leve komore, čime se povećava srčani izlaz.

## Kontraindikacije
| - Odsustvo spontanog disanja - Srčani zastoj (Cardiac arrest) - Povrede lica i/ili Opekotine lica - Sveža hirurška intervencija lica, gornjeg disajnog puta ili hirurška intervencija u gornjem gastrointestinalnom traktu - Anatomska ili funkcionalna opstrukcija disajnog puta - Nemogućnost zaštite gornjeg disajnog puta - Teška hipoksemija ili acidoza (pH < 7,1) - Hemodinamska i ritmička nestabilnost bolesnika u stanjima kao što su kardiogeni šok, infarkt miokarda - Prisustvo teških komorbiditeta | - Poremećaj stanja svesti - Teška encefalopatija - Epilepsija - Povraćanje - Ileus - Krvarenje iz gastrointestinalnog trakta - Trudnoća - Obilna sekrecija iz respiratornog trakta - Prisustvo fokalne konsolidacije na RTG snimku grudnog koša - Nedrenirani pneumotoraks. |

## Savremena upotreba
Kako je početak primene invazivne mehaničke ventilacije bio povezan sa epidemijom poliomijelitisa 1952. godine, neinvazivna mehanička ventilacija pluća pala je u zaborav sve do početka osamdesetih godina 20. veka, kada se čelična pluća počinju ponovo da koriste, ali ovoga puta u lečenju bolesnika sa opstruktivnom apneom tokom spavanja i urođenog centralnog hipoventilacionog sindroma (CCHS).

### Primena u pandemiji kovida 19
Početkom 2020. godine, reagujući na pandemiju kovida19, kako bi rešili hitnu globalnu nestašicu modernih respiratora (potrebnih za pacijente sa uznapredovalim, teškim oblikom kovida 19), razvijena su dva prototipa novih, lako produktivnih verzija gvozdenih pluća:
- Kompaktan „ekovent“ veličine torza koji je razvio tim u Ujedinjenom Kraljevstvu, uključivši Univerzitet u Vorviku, Kraljevsku nacionalnu bolnicu za grlo i uši, Marshall Aerospace and Defense Group, Imperial College Healthcare NHS Trust, zajedno sa timovi medicinskih kliničara, akademika, proizvođača, inženjera i naučnika.[26]
- Gvozdena pluća pune veličine koje je u Sjedinjenim Američkim Državama razvio tim predvođen Hes Services, Inc., iz Hejsa, Kanzas.

## Spoljašnje veze
- Iron Lung Claude Moore Health Sciences Library, University of Virginia (језик: енглески)
- „Both respirator”. Архивирано из оригинала 03. 04. 2017. г. at the Powerhouse Museum (језик: енглески)

|  | Molimo Vas, obratite pažnju na važno upozorenje u vezi sa temama iz oblasti medicine (zdravlja). |